# Club Nacional
Club Nacional is een Paraguayaanse voetbalclub uit Asunción. De club werd opgericht op 5 juni 1904. De thuiswedstrijden worden in het Estadio Arsenio Erico gespeeld, dat plaats biedt aan 5.100 toeschouwers. De clubkleuren zijn wit-blauw. Voor grote(re) wedstrijden wijkt de club ook uit naar het nationale stadion van Paraguay, het Estadio Defensores del Chaco.

## Erelijst
Nationaal
- Liga Paraguaya
  - Winnaar: (9) 1909, 1911, 1924, 1926, 1942, 1946, 2009-C, 2011-A, 2013-A
- Tweede Divisie
  - Winnaar: (3) 1979, 1989, 2003

## Eindklasseringen
| Seizoen | A/C | №  | Clubs | Divisie        | Duels | Winst | Gelijk | Verlies | Doelsaldo | Punten |
| ------- | --- | -- | ----- | -------------- | ----- | ----- | ------ | ------- | --------- | ------ |
| 2009    | A   | 3  | 12    | Liga Paraguaya | 22    | 9     | 9      | 4       | 37–23     | 36     |
| 2009    | C   |    | 12    | Liga Paraguaya | 22    | 12    | 5      | 5       | 29–16     | 41     |
| 2010    | A   | 6  | 12    | Liga Paraguaya | 22    | 10    | 5      | 7       | 31–22     | 35     |
| 2010    | C   | 3  | 12    | Liga Paraguaya | 22    | 12    | 6      | 4       | 29–18     | 42     |
| 2011    | A   |    | 12    | Liga Paraguaya | 22    | 14    | 5      | 3       | 34–18     | 47     |
| 2011    | C   | 4  | 12    | Liga Paraguaya | 22    | 11    | 3      | 8       | 34–27     | 36     |
| 2012    | A   | 5  | 12    | Liga Paraguaya | 22    | 10    | 3      | 9       | 40–32     | 33     |
| 2012    | C   | 2  | 12    | Liga Paraguaya | 22    | 14    | 2      | 6       | 36–16     | 44     |
| 2013    | A   |    | 12    | Liga Paraguaya | 22    | 15    | 1      | 6       | 40–25     | 46     |
| 2013    | C   | 6  | 12    | Liga Paraguaya | 22    | 9     | 6      | 7       | 30–26     | 33     |
| 2014    | A   | 7  | 12    | Liga Paraguaya | 22    | 8     | 6      | 8       | 26–27     | 30     |
| 2014    | C   | 5  | 12    | Liga Paraguaya | 22    | 9     | 5      | 8       | 18–19     | 32     |
| 2015    | A   | 8  | 12    | Liga Paraguaya | 22    | 5     | 7      | 10      | 28–37     | 22     |
| 2015    | C   | 12 | 12    | Liga Paraguaya | 22    | 5     | 6      | 11      | 21–35     | 21     |
| 2016    | A   | 11 | 12    | Liga Paraguaya | 22    | 6     | 5      | 11      | 36–42     | 23     |
| 2016    | C   | 6  | 12    | Liga Paraguaya | 22    | 9     | 4      | 9       | 33–34     | 31     |

## Bekende (oud-)spelers
- Roberto Acuña
- Florencio Amarilla
- Jorge Luis Campos
- Óscar Cardozo
- Arsenio Erico
- Heriberto Herrera
- Manuel Fleitas Solich

## Internationale competities
| Seizoen | Competitie        | Ronde | Land             | Club                      | Score    |
| ------- | ----------------- | ----- | ---------------- | ------------------------- | -------- |
| 2015    | Copa Sudamericana | 1R    | Vlag van Chili   | Universidad de Concepción | 2–1, 3–1 |
| 2015    | Copa Sudamericana | 2R    | Vlag van Ecuador | LDU Quito                 | 0–1, 0–1 |

## Trainer-coaches
- Julio César Ribas (1996)
- Daniel Raschle (2008-2009)
- Ever Almeida (2009-2010)
- Juan Battaglia (2010-2011)
- Javier Torrente (2012)
- Gustavo Morínigo (2012-)